# Lower Savage Islands
Lower Savage Islands – niezamieszkane wyspy w Cieśnina Davisa, w Archipelagu Arktycznym, w regionie Qikiqtaaluk, na terytorium Nunavut, w Kanadzie. Są położone pomiędzy południowym krańcem Ziemi Baffina a Resolution Island. Inne duże wyspy w pobliżu to: Gross Island, Palmer Island, Potter Island i Edgell Island.